# Stadion Ludowy (Seszele)
Stadion Ludowy (fr. Stade Populaire, ang. People’s Stadium) – wielofunkcyjny stadion w stolicy Seszeli, Victorii, na którym rozgrywane są mecze piłki nożnej. Korzysta z niego zespół Super Magic Brothers FC z Seszelskiej Division One. Otwarty w 1970. Stadion ma pojemność 5000 widzów. Był stadionem domowym Reprezentacji Seszeli w piłce nożnej do 1992 roku, gdy otwarto Stade Linité.